# Densitometro

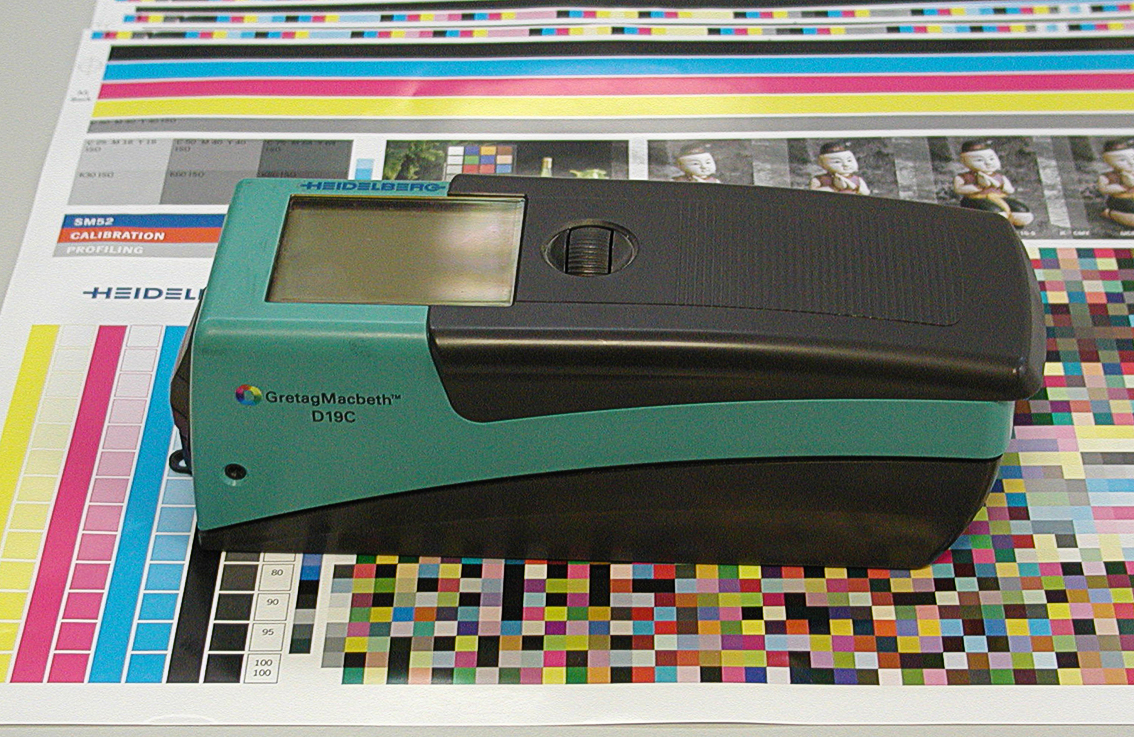
Densitometro

Il densitometro è un dispositivo che misura il grado di oscurità (la densità ottica) di un materiale fotografico o semitrasparente o di una superficie riflettente.  
Il densitometro è fondamentalmente una fonte di luce diretta a una cellula fotoelettrica. Determina la densità di un campione posizionato tra la sorgente luminosa e la cella fotoelettrica dalle differenze nelle letture. I densitometri moderni hanno gli stessi componenti, ma hanno anche circuiti elettronici integrati per una migliore lettura.

## In medicina
La densitometria è l'esame per diagnosticare la fragilità ossea e quindi l'osteoporosi. 
Normalmente sottopone il paziente a radiazioni ionizzanti. Alternativamente, può essere eseguita un'ecografia dove è disponibile la Radiofrequency Echographic Multi Spectrometry.